# Paris brûle-t-il?
Paris brûle-t-il? (Brasil: Paris Está em Chamas?) é um filme franco-norte-americano de 1966, do gênero guerra, dirigido por René Clément e estrelado por Jean-Paul Belmondo e Charles Boyer.